# 아데노신
아데노신(영어: adenosine)은 많은 생명체에서 발견되는 화합물질로서 의약품용으로도 사용되는 물질이다. 의약품으로서 아데노신은 미주신경 자극법으로 개선되지 않는 특정 형태의 심실상빈맥을 치료하는데 사용된다. 일반적인 부작용으로는 가슴 통증, 현기증, 감각 저하를 동반한 호흡 곤란 등이 있다. 심각한 부작용으로는 부정맥과 저혈압이 있다. 임신 중에 아데노신의 사용은 안전해 보인다.
아데노신은 핵염기인 아데닌과 5탄당인 리보스가 β-N9-글리코사이드 결합으로 연결된 퓨린 뉴클레오사이드이다. 아데노신의 유도체는 자연계에서 널리 발견되며, 아데노신 삼인산(ATP)과 아데노신 이인산(ADP)이 관여하는 에너지 전달 과정 뿐만 아니라 고리형 아데노신 일인산(cAMP)이 관여하는 신호 전달 과정과 같은 생화학적 과정에서 중요한 역할을 한다. 아데노신 자체는 신경조절물질(neuromodulator)이며, 수면을 촉진시키고 각성을 억제하는 역할을 한다고 여겨진다. 아데노신은 또한 혈관 확장을 통해 다양한 기관으로의 혈류 조절에 역할을 한다.

## 의학적 용도

### 심실상 빈맥
심실상 빈맥(supraventricular tachycardia, SVT) 환자에서 아데노신은 박동을 식별하고 변환하는데 사용된다.
특정 심실상 빈맥은 아데노신으로 성공적으로 종결시킬 수 있다. 여기에는 재진입을 위해 방실결절을 필요로 하는 부정맥(예: 방실 회귀성 빈맥(atrioventricular reentrant tachycardia, AVRT)), 방실결절 회귀성 빈맥(atrioventricular nodal reentrant tachycardia, AVNRT)을 포함한다. 또한, 심방 빈맥은 때때로 아데노신으로 종결될 수 있다.
심방(예: 심방세동, 심방조동) 또는 심실(예: 심실 빈맥)에 국한되고 재진입 회로의 일부로 방실결절을 포함하지 않는 심장의 빠른 박동은 일반적으로 아데노신에 의해 변환되지 않는다. 그러나, 이러한 경우에는 심실의 반응 속도가 아데노신으로 인해 일시적으로 감소한다.
방실결절 의존성 심실상 빈맥에 대한 아데노신의 영향 때문에 아데노신은 V군 부정맥 치료제(V antiarrhythmic agent)로 간주된다. 아데노신이 비정상적인 박동을 정상적인 심장 박동으로 바꾸는데 사용되면 심장은 몇 초 동안 심실 무수축 상태로 들어가는 것이 보통이다. 이것은 정상적인 의식이 있는 환자를 당황스럽게 할 수 있으며, 가슴에서 협심증과 같은 감각과 관련이 있다.

### 심장 스트레스 검사
아데노신은 운동으로 적절한 스트레스 검사를 받을 수 없는 환자에게 탈륨(TI 201) 또는 테크네튬(Tc99m)을 심근 관류 섬광조영술(심장 스트레스 검사)의 부가물로 사용한다.

### 복용량
심실상 빈맥(SVT)의 평가 또는 치료를 위해 아데노신을 투여할 때, 초기 투여량은 대기 순서나 공급자의 선호도에 따라 6 mg에서 12 mg으로 빠른 비경구 투입으로 주어진다. 아데노신의 극히 짧은 반감기 때문에, IV 라인은 팔오금과 같은 심장에 가능한 가까운 부위에서부터 시작한다. IV 푸시는 종종 10~20 ccs의 식염수를 즉시 뿜어내면서 뒤따른다. 이것이 효과가 없다면(즉, 일시적인 방실차단의 증거가 없는 경우), 첫 번째 투약 1~2분 후에 12 mg의 용량을 투여할 수 있다. 스트레스 검사와 같이 동맥을 확장시키기 위해 투여하는 경우, 투여량은 일반적으로 프로토콜에 따라 0.14 mg/kg/분으로 4분 또는 6분 동안 투여된다.
메틸잔틴이 수용체 부위에서 아데노신의 결합을 방해하기 때문에, 테오필린을 복용하는 환자들에서는 권장 복용량을 증가시킬 수 있다. 아데노신이 이들 약의 효과를 강화시키기 때문에 다이피리다몰(페르산틴), 디아제팜(바리움)을 복용하는 환자들에서는 복용량을 감소시킬 수 있다. 또한 울혈성 심부전, 심근 경색, 쇼크, 저산소증 및 간부전 또는 신부전을 보이는 환자와 노인 환자에서도 권장 복용량을 절반으로 줄인다.

## 약물의 상호작용
다이피리다몰은 아데노신의 작용을 강화시키기 때문에 더 낮은 용량을 사용해야 한다.

카페인은 뇌에서 아데노신 수용체의 길항제로 주로 작용한다.

메틸잔틴(예: 커피에서 발견되는 카페인, 차에서 발견되는 테오필린, 초콜릿에서 발견되는 테오브로민)은 아데노신의 효과를 경쟁적으로 길항작용을 하는데, 증가된 용량의 아데노신을 필요로 할 수 있다. 카페인의 퓨린 구조 때문에, 카페인은 아데노신이 결합하는 수용체들 중 일부와 결합할 수 있다. 아데노신의 약리학적 효과는 메틸잔틴을 다량 섭취하는 사람에게서는 둔화될 수 있다.

## 금기증
아데노신에 대한 일반적인 금기증은 다음과 같다.
- 천식은 전통적으로 절대적인 금기증으로 간주되었었다. 이 문제는 논쟁 중이고, 현재는 상대적인 금기증으로 간주되고 있다(그러나 선택적 아데노신 길항제들은 천식의 치료에 사용하기 위해 연구되고 있다).[14]
- 심부전
- 긴 QT 증후군
- 독/약물 유발성 빈맥
- 2도 심블록 또는 3도 심블록(심박 조율기 없이)
- 심한 저혈압
- 동기능부전증후군(심박 조율기 없이)

중심 내강 카테터를 통해 투여할 때, 아데노신은 심방 조직에 미치는 영향 때문에 심방세동을 시작하는 것으로 나타났다. 부속 경로(볼프 파킨슨 화이트 증후군)를 가진 사람에서 심방세동의 시작은 생명을 위협하는 심실세동을 유발할 수 있다. 그러나 심장율동전환에 대한 치료 장비가 즉각적인 백업으로 사용가능하다면 아데노신을 투여할 수 있다.

## 부작용
많은 사람들이 아데노신을 투여한 후 혈관 확장 효과로 인해 안면 홍조, 가슴에 일시적인 발진, 현기증, 발한, 구역질을 경험한다. 미각장애는 아데노신 투여의 특징적인 부작용이다. 이러한 증상들은 일시적이며, 보통 1분 이하로 지속된다. 일부 경우에, 아데노신은 정맥 주사 투여 후, 복용량에 따라 약 2~5분 동안 환자의 사지를 마비시키는 경우도 있다(보통 12 mg 이상).

## 약리학적 효과
아데노신은 많은 생리학적 과정을 조절하는 내인성 퓨린 뉴클레오타이드이다. 아데노신에 의한 세포 신호 전달은 4가지로 알려진 아데노신 수용체의 하위 유형(A1, A2A, A2B, A3)을 통해 일어난다.
정상 세포의 세포 외 아데노신 농도는 약 300 nM이다. 그러나 세포 손상(예: 염증성 조직 또는 허혈성 조직)에 반응하여, 이들 농도는 신속하게 상승한다(600~1200 nM). 따라서 스트레스나 손상과 관련된 아데노신의 기능은 저산소증, 허혈, 발작시 조직 손상을 방지하는 세포 보호의 기능이다. 아데노신 A2A 수용체의 활성화는 일반적으로 항염증제로 분류될 수 있는 일련의 반응들을 일으킨다.

### 아데노신 수용체
모든 아데노신 수용체의 하위 유형(A1, A2A, A2B, A3)은 G 단백질 연결 수용체이다. 아데노신 수용체의 4가지 하위 유형은 아데닐산 고리화효소의 활성을 자극하거나 저해하는 능력에 따라 추가로 분류된다. 아데노신 A1 수용체는 Gi/o 와 결합하여 cAMP 수준을 감소시키는 반면, 아데노신 A2 수용체는 아데닐산 고리화효소의 활성을 자극하는 Gs 와 결합한다. 또한 아데노신 A1 수용체는 Ca2+ 전도도의 아데노신 억제를 조절하는 것으로 보고된 Go와 결합하는 반면에, 아데노신 A2B 수용체와 아데노신 A3 수용체는 Gq 와 결합하여 포스포라이페이스의 활성을 자극한다. 코넬 대학교의 연구진들은 최근에 혈액뇌장벽을 여는데 중요한 역할을 하는 아데노신 수용체를 보여주었다. 아데노신을 투여한 생쥐는 파킨슨병, 알츠하이머병, 다발성 경화증, 중추신경계의 암과 관련된 아밀로이드 플라크 항체 및 프록드러그의 혈액뇌장벽을 통한 수송이 증가했음을 보여주었다.

### 그렐린/생장호르몬 분비촉진 수용체
아데노신은 그렐린/생장호르몬 분비촉진 수용체의 내인성 작용제이다. 그러나 이 수용체의 다른 작용제와는 달리, 식욕을 증가시킬 수 있지만, 아데노신은 생장호르몬의 분비를 유도하고 생장호르몬의 혈장 수치를 증가시킬 수는 없다.

### 작용의 메커니즘
아데노신은 정맥 주사 투여시 방실결절에서 일시적인 심블록을 일으킨다. 이는 아데노신 A1 수용체를 통해 매개되어 아데닐산 고리화효소를 억제하고, cAMP를 감소시키며, 따라서 내향성 칼륨 통로를 통해 K+ 유출을 증가시켜 세포막의 과분극을 유발하여, 이 후에 Ca2+ 흐름을 저해한다. 아데노신은 또한 동맥벽 안에서 발견되는 평활근의 내피 의존적 이완을 유발한다. 이것은 동맥의 정상적인 부분의 팽창을 일으키는데, 이 부분은 내피가 죽종에 의해 혈관 중간막으로부터 분리가 되지 않는 곳이다. 이러한 기능을 통해 의사는 아데노신을 사용하여 정상 부위와 비정상 부위의 차이를 강조하여 관상동맥의 폐색 여부를 검사할 수 있다.
아데노신의 투여는 또한 폐색 이후에 관상동맥으로의 혈류를 감소시킨다. 다른 관상 동맥은 아데노신이 투여될 때 확장되며, 폐색된 부분은 이미 최대로 확장되는데, 이것은 관상동맥 스틸이라고 불리는 과정이다. 이로 인해 허혈성 조직에 도달하는 혈액의 양이 적어지고, 차례로 특징적인 흉통을 만들어낸다.

## 물질대사
2차 전달자로 사용되는 아데노신은 아데노신 일인산(AMP)을 통한 데노보 퓨린 생합성 경로의 결과일 수 있지만, 다른 대사 경로가 존재할 가능성도 있다.
아데노신이 혈액 순환에 들어가면, 적혈구와 혈관벽에 존재하는 아데노신 탈아미노효소에 의해 분해된다.
아데노신 뉴클레오사이드 운반체의 저해제인 다이피리다몰은 혈류에 아데노신이 축적되도록 한다. 이것은 관상 동맥의 혈관 확장을 일으킨다.
아데노신 탈아미노효소 결핍증은 면역 결핍의 알려진 원인이다.

## 연구

### 바이러스
아데노신의 유사체인 NITD008은 RNA 사슬의 합성을 종결시킴으로써 뎅기 바이러스의 RNA 의존적 RNA 중합효소를 직접적으로 저해하는 것으로 보고되었다. 아데노신은 바이러스혈증과 사이토카인의 상승을 억제하고, 감염된 동물의 치사를 방지하여 플라비바이러스에 대한 새로운 치료의 가능성을 높여준다. 7-데자-아데노신 유사체는 C형 간염 바이러스의 복제를 억제하는 것으로 나타났다. 갈리데시버는 에볼라바이러스에 의한 에볼라 출혈열 및 마르부르크바이러스에 의한 마르부르크 출혈열로부터 보호한다. 이러한 아데노신 유사체는 경구로 복용할 수 있기 때문에 임상적으로 유용할 수 있다.

### 항염증 특성
아데노신은 아데노신 A2A 수용체에서 항염증제로 작용한다고 여겨진다. 당뇨병의 발 상처에 대한 아데노신의 국소 치료는 실험실 동물에서 조직 복구 및 조직 재구축을 크게 증가시키는 것으로 나타났다. 사람에서 상처 치유 결핍 및 당뇨병에 사용하기 위한 아데노신의 국소 투여는 현재 임상 연구 중에 있다.
메토트렉세이트의 항염증효과는 아데노신 방출의 자극으로 인한 것일 수 있다.

### 중추신경계
일반적으로 아데노신은 중추신경계에 억제 효과가 있다. 카페인의 자극 효과는 주로 (전부는 아니지만) 아데노신 수용체를 차단하여, 중추신경계에서 근긴장의 억제를 감소시킨다. 이러한 아데노신 활성의 감소는 신경전달물질인 도파민과 글루탐산의 활성을 증가시킨다. 실험적 증거에 의하면 아데노신과 아데노신 작용제는 아데노신 A2A 수용체를 필요로 하는 메커니즘을 통해 Trk 수용체의 인산화를 활성화시킬 수 있다고 제안되었다.

### 머리카락
아데노신은 가는 머리카락을 가진 사람들의 머리카락을 두껍게 만드는 것을 촉진하는 것으로 나타났다. 2013년 연구에서는 남성형 탈모증에서 국소적인 아데노신과 미녹시딜을 비교한 결과 아데노신은 미녹시딜보다 우수하지 않아 더 많은 임상시험이 필요하다는 것을 발견했다.

### 수면
대마초의 주요 성분인 테트라하이드로칸나비놀(THC)과 엔도칸나비노이드인 아난다마이드(AEA)는 기저전뇌(basal forebrain)의 아데노신 수치를 증가시킴으로써 쥐의 수면을 유도한다. 이들은 또한 I형 칸나비노이드 수용체의 활성화에 의해 매개되는 3시간 동안의 서파수면을 상당히 증가시킨다. 이러한 연구 결과로 수면을 심각하게 이루지 못하는 조건에서 수면을 유도하기 위한 칸나비노이드의 잠재적인 치료적 사용을 확인할 수 있었다.

## 같이 보기
- 아데노신 일인산 (AMP)
- 아데노신 이인산 (ADP)
- 아데노신 삼인산 (ATP)
- 아데노신 수용체
- 아데노신 재흡수 저해제